# Monte Pasquale
Monte Pasquale (niem.: Osterberg) to szczyt w Masywie Ortleru, w Alpach Retyckich. Leży w północnych Włoszech, w prowincji Sondrio.
Pierwszego wejścia, 26 lipca 1889 r., dokonali włoscy wspinacze Giacomo Cavaleri, Battista Confortola i Filippo Cola.